# Петти, Том
То́мас (Том) Э́рл Пе́тти (англ. Thomas Earl Petty; 20 октября 1950, Гейнсвилл, Флорида, США — 2 октября 2017, Санта-Моника, Калифорния, США) — американский рок-музыкант.

## Биография
Петти решил начать музыкальную карьеру после просмотра телевизионной передачи «Шоу Эда Салливана», где он впервые увидел выступление группы The Beatles (1964 год) — по словам музыканта, это событие изменило всю его жизнь.
Он и его группа The Heartbreakers появились на горизонте американской рок-музыки в 1976 году, когда был выпущен одноимённый альбом. Первый успех музыкант познал в Великобритании, где критики причислили его к «новой волне», тогда как сам Петти настаивал на том, что его творчество является логическим продолжением наследия The Byrds и The Rolling Stones.
Третий альбом его группы, Damn the Torpedoes (1979), дошёл до 2-го места в США и держался на 1-м месте в Великобритании до выхода легендарного The Wall от Pink Floyd.
В 1981 году в продажу поступил дуэт Петти со Стиви Никс из Fleetwood Mac — «Stop Draggin' My Heart Around». Музыкальные критики сравнивали Петти то с Бобом Диланом, то с Нилом Янгом, то с Брюсом Спрингстином. Однако совсем уж консерватором Петти считать нельзя: например, одним из первых рокеров он стал снимать музыкальные клипы на все свои синглы.
В 1987 году Петти записал несколько музыкальных композиций вместе со своим кумиром Бобом Диланом, а в следующем году они стали участниками супергруппы The Traveling Wilburys, которую создали Джордж Харрисон, Рой Орбисон, Боб Дилан и Джефф Линн. В 1989 году при поддержке The Heartbreakers и друзей из The Traveling Wilburys Петти выпустил первый сольный альбом — Full Moon Fever (3-е место в Billboard 200), главным хитом с которого стала песня «Free Fallin'» (7-е место в Billboard Hot 100).
В 1990-х годах Петти работал с модным продюсером Риком Рубином. Второй сольный альбом (Wildflowers) вышел в 1994 году, третий (Highway Companion) — 12 лет спустя; оба они пользовались успехом. В этот же период Петти был известен своей критикой американского шоу-бизнеса. Причину кризиса рок-музыки он видел в коммерциализации радиостанций и в исчезновении независимых передающих сетей.
В 1997 году сыграл второстепенную роль мэра небольшого городка, фактически камео, в фильме Кевина Костнера «Почтальон»; в фильме главный герой отмечает, что «в своё время он [Том Петти] был знаменит». В 2002 году он озвучил самого себя в серии «How I Spent My Strummer Vacation» мультсериала «Симпсоны». С 2004 по 2009 озвучивал второстепенного персонажа в мультсериале «Царь Горы», стереотипного деревенщину Элроя «Лакки» Клейншмидта.
В 2010 году вышел альбом Mojo, а в начале 2014 года Петти объявил о выходе нового альбома, 13-й студийный альбом группы, Hypnotic Eye, увидел свет 29 июля 2014 года.
2 октября 2017 года Петти был найден в своём доме в Малибу без сознания. Медики установили, что у него произошла полная остановка сердца. Музыканта доставили в госпиталь, где он умер.
В декабре 2023 года песня Петти «Love Is a Long Road» из альбома Full Moon Fever была использована в первом трейлере Grand Theft Auto VI, которая считается одной из самых ожидаемых компьютерных игр всех времён. Трейлер набрал более 90 миллионов просмотров на YouTube за первые 24 часа. Из-за этого огромного роста популярности песня набрала почти 1 миллион просмотров на YouTube за тот же промежуток времени и на 36 979 % выросли прослушивания на Spotify.

## Дискография
- 1976 — Tom Petty and the Heartbreakers
- 1978 — You’re Gonna Get It!
- 1979 — Damn the Torpedoes

- 1981 — Hard Promises
- 1982 — Long After Dark
- 1985 — Southern Accents
- 1986 — Pack Up the Plantation: Live! (концертный альбом)
- 1987 — Let Me Up (I’ve Had Enough)
- 1989 — Full Moon Fever (первый сольный альбом)

- 1991 — Into the Great Wide Open
- 1993 — Greatest Hits (сборник)
- 1994 — Wildflowers (второй сольный альбом)
- 1995 — Playback (коробка из шести дисков)
- 1996 — Songs and Music from «She’s the One» (саундтрек)
- 1999 — Echo

- 2000 — Anthology: Through the Years (сборник)
- 2002 — The Last DJ
- 2006 — Highway Companion (третий сольный альбом)

- 2010 — Mojo
- 2014 — Hypnotic Eye